# Korog
Korog – wieś w Chorwacji, w żupanii vukowarsko-srijemskiej, w gminie Tordinci. W 2011 roku liczyła 485 mieszkańców.